# Regionalwahl in Kalabrien 2010
Die Regionalwahl in Kalabrien 2010 fand am 28. und 29. März statt; der Regionalrat und der Präsident der Region Kalabrien wurden gleichzeitig gewählt.

## Wahlergebnis
| Kandidaten                                              | Kandidaten                 | Stimmen   | %    | Listen                  | Stimmen   | %    | Mandate |
| ------------------------------------------------------- | -------------------------- | --------- | ---- | ----------------------- | --------- | ---- | ------- |
|                                                         | Giuseppe Scopellitigewählt | 614.584   | 57,8 | Il Popolo della Libertà | 271.581   | 26,4 | 15      |
| Lista Scopelliti Presidente                             | Giuseppe Scopellitigewählt | 614.584   | 57,8 | 102.090                 | 9,9       | 6    |         |
| Unione di Centro                                        | Giuseppe Scopellitigewählt | 614.584   | 57,8 | 97.213                  | 9,4       | 6    |         |
| Insieme per la Calabria (PRI - Nuovo PSI - UDEUR)       | Giuseppe Scopellitigewählt | 614.584   | 57,8 | 53.158                  | 5,2       | 2    |         |
| Socialisti Uniti - PSI                                  | Giuseppe Scopellitigewählt | 614.584   | 57,8 | 33.000                  | 3,2       | –    |         |
| Libertà e Autonomia - Noi Sud                           | Giuseppe Scopellitigewählt | 614.584   | 57,8 | 31.345                  | 3,0       | –    |         |
| Movimento Sociale Fiamma Tricolore                      | Giuseppe Scopellitigewählt | 614.584   | 57,8 | 4.136                   | 0,4       | –    |         |
| ↳ Gesamt                                                | Giuseppe Scopellitigewählt | 614.584   | 57,8 | 592.523                 | 57,6      | 29   |         |
|                                                         | Agazio Loiero              | 342.773   | 32,2 | Partito Democratico     | 162.081   | 15,7 | 10      |
| Autonomia e Diritti                                     | Agazio Loiero              | 342.773   | 32,2 | 71.945                  | 7,0       | 4    |         |
| Federazione della Sinistra                              | Agazio Loiero              | 342.773   | 32,2 | 41.520                  | 4,0       | 2    |         |
| Partito Socialista Italiano - Sinistra Ecologia Libertà | Agazio Loiero              | 342.773   | 32,2 | 38.581                  | 3,7       | –    |         |
| Alleanza per la Calabria                                | Agazio Loiero              | 342.773   | 32,2 | 23.106                  | 2,2       | –    |         |
| Slega la Calabria                                       | Agazio Loiero              | 342.773   | 32,2 | 21.145                  | 2,1       | –    |         |
| Nicht gewählte Direktkandidat                           | Agazio Loiero              | 342.773   | 32,2 | –                       | –         | 1    |         |
| ↳ Gesamt                                                | Agazio Loiero              | 342.773   | 32,2 | 358.378                 | 34,8      | 17   |         |
|                                                         | Filippo Callipo            | 106.646   | 10,0 | Italia dei Valori       | 55.370    | 5,4  | 3       |
| Io Resto in Calabria con Callipo                        | Filippo Callipo            | 106.646   | 10,0 | 20.443                  | 2,0       | –    |         |
| Lista Bonino-Pannella                                   | Filippo Callipo            | 106.646   | 10,0 | 2.551                   | 0,2       | –    |         |
| ↳ Gesamt                                                | Filippo Callipo            | 106.646   | 10,0 | 78.364                  | 7,6       | 3    |         |
| Gesamt                                                  | Gesamt                     | 1.064.003 | 100  |                         | 1.029.265 | 100  | 49      |